# Manpur (Sarlahi)
Manpur (nepalski: मानपुर) – gaun wikas samiti w środkowej części Nepalu  w strefie Dźanakpur w dystrykcie Sarlahi. Według nepalskiego spisu powszechnego z 2001 roku liczył on 1136 gospodarstw domowych i 7004 mieszkańców (3309 kobiet i 3695 mężczyzn).